# Fuego Artificial
Fuego Artificial es el título del segundo álbum de la banda argentina Las Ligas Menores. Fue grabado a mediados de 2017 en Buenos Aires.
Es el último álbum de estudio con María Zamtlejfer (bajista) (lo anunciaría a mediados del 2019), Pablo Kemper, Micaela García y Nina Carrara en la banda (estos últimos siendo expulsados de la banda a fines de 2024).
Este disco representa un lado más detallista de la banda, en cambio con sus primeros trabajos (el EP y su primer disco), más fiel a los detalles y a la tranquilidad en las canciones, en palabras de Anabella Cartolano en 2021.
Para promocionar el álbum, se hicieron varias giras tanto en Argentina como internacionales: España, México, Guatemala, El Salvador, Costa Rica, Colombia, Uruguay, Paraguay, Perú y Chile.

## Historia
El 18 de abril de 2018 presentaron «En invierno» como adelanto del álbum, que fue lanzado en todas las plataformas digitales el 10 de mayo de 2018, que cuenta con 13 canciones.
El 5 de julio de 2018 se publicó el videoclip de la primera canción "Peces en el Mar", realizado por Felipe Carrará en colaboración con Catalina Croci (dirección) y Leo Guzmán (fotografía).
Esta canción es cortina del programa televisivo educativo uruguayo C+ Maratón Transmedia.
El 10 de abril de 2019 se publicó el videoclip de la sexta canción "La Paciencia", realizado por Anabella Cartolano y Juana Pez, en el que se muestran varios videos caseros de su gira por España.
El 16 de abril de 2019 el álbum queda nominado y gana el premio a la categoría de "Mejor diseño de portada" de la 21° entrega del Premio Gardel. El 1 de julio de 2019 se dio a conocer que María Zamtlejfer había dejado la banda. En su lugar se incorporó Angie Cases Bocci.
En 2019 se editó el disco en CD mediante el sello Sonido Muchacho en España.
El álbum (como el anterior) contiene canciones cantadas por Anabella (en su mayoría), Luli y Pablo Kemper.

## Lista de canciones
Todos los temas compuestos por Las Ligas Menores excepto donde se indica:

| N.º   | Título             | Escritor(es)       | Duración |  |
| 1.    | «Peces en el Mar»  | Anabella Cartolano | 2:16     |  |
| 2.    | «Contando Lunas»   | Anabella Cartolano | 2:38     |  |
| 3.    | «En Invierno»      | Anabella Cartolano | 3:03     |  |
| 4.    | «Mejor Así»        | Anabella Cartolano | 5:22     |  |
| 5.    | «Casas Desiertas»  | María Zamtlejfer   | 2:46     |  |
| 6.    | «La Paciencia»     | Anabella Cartolano | 3:53     |  |
| 7.    | «A Tres Colores»   | Anabella Cartolano | 3:14     |  |
| 8.    | «Los Días»         | Pablo Kemper       | 2:24     |  |
| 9.    | «Segunda Parte»    | María Zamtlejfer   | 2:35     |  |
| 10.   | «Luces y Carteles» | Anabella Cartolano | 3:00     |  |
| 11.   | «El Galpón»        | María Zamtlejfer   | 2:30     |  |
| 12.   | «Ni Una Canción»   | Anabella Cartolano | 3:16     |  |
| 13.   | «Fin de Año»       | Pablo Kemper       | 6:16     |  |
| 39:50 |                    |                    |          |  |

## Ficha Técnica
- Anabella Cartolano: voz, guitarra.
- Pablo Kemper: voz, guitarra.
- María Zamtlejfer: voz, bajo.
- Nina Carrara: teclados.
- Micaela García: batería, percusión.

Personal adicional
- Las Ligas Menores: producción.
- Tom Quintans: productor.
- Lucas Rossetto: productor, mezcla y grabación.
- Pipe Quintans: mezcla asistente de grabación.
- Diego Warrior: masterización.
- Anabella Cartolano: diseño gráfico.

Grabado, preproducido y mezclado en Resto del Mundo, Buenos Aires. Masterizado en Puro Mastering.